# Vic Elford
Victor Henry "Vic" Elford, född 10 juni 1935 i Peckham i London, död 13 mars 2022, var en brittisk racerförare.

## Racingkarriär
Elford började som rallyförare 1960 i Mini och körde sedan för Triumphs och Fords fabriksstall och 1967 kom han trea i Korsikanska rallyt i en Porsche. 1968 började han tävla i sportvagnsracing och vann då Daytona 24-timmars tillsammans med Jochen Neerpasch, Jo Siffert och Rolf Stommelen, Targa Florio med Umberto Maglioli och Nürburgring 1000 km med Jo Siffert. Samma år vann Elford dessutom Monte Carlo-rallyt med David Stone som kartläsare i en Porsche 911T och hann även debutera i formel 1 för Cooper. Hans första lopp var Frankrikes Grand Prix 1968, där han slutade på fjärde plats, vilket också blev hans bästa resultat i F1. Säsongen 1969 körde han för privatstallet Antique Automobiles. Han kraschade i Tyskland och bröt då en arm så svårt att hans säsong var över. 
Elford återvände sedan till sportvagnsracing och vann Nürburgring 1000 km med Kurt Ahrens 1970. Han körde även i CanAm för Chaparral Cars och Shadow. Året efter vann han Nürburgring 1000 km igen, denna gången med Gerard Larrousse i en Porsche 908, samt Sebring 12-timmars. Elford återvände därefter till F1 och körde ett lopp för BRM i Tyskland 1971. 
Året efter gick han till det italienska sportvagnsstallet Autodelta, i vilket han stannade tills han slutade tävla 1974. Elford var under 1980-talet en kort tid stallchef för det tyska formel 1-stallet ATS.

## F1-karriär

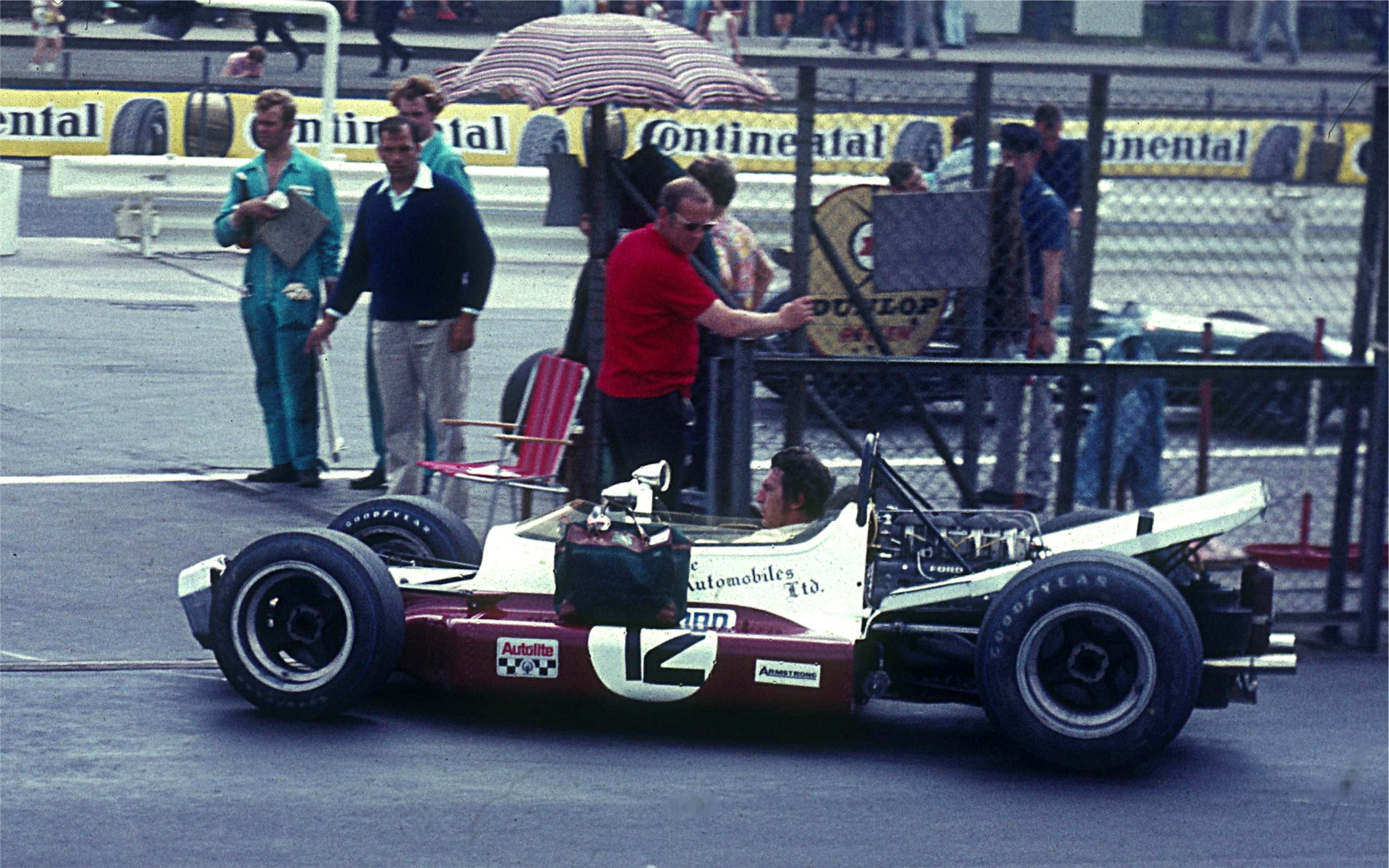
Vic Elford i McLaren-Ford under träning inför Tysklands Grand Prix 1969.

| Säsong | Stall/Tillverkare                                                        | Poäng | Placering |
| ------ | ------------------------------------------------------------------------ | ----- | --------- |
| 1968   | Cooper-BRM                                                               | 5     | 18        |
| 1969   | Antique Automobiles/Colin Crabbe Racing (Cooper-Maserati & McLaren-Ford) | 3     | 15        |
| 1971   | BRM                                                                      | 0     | –         |